# Куба мере диване
Куба мере диване — крупнейший в мире езидский храм. Расположен в селе Акналич в Армавирской области Армении в 35 км к западу от Еревана, столицы Армении. В селе этнорелигиозная группа езидов составляет самое многочисленное меньшинство.
Храм был открыт в сентябре 2019 года, и на церемонии открытия присутствовали заместитель премьер-министра Армении и другие официальные лица Армении.
Храм имеет высоту 25 метров и состоит из семи куполов, окружающих центральную арочную крышу, и в нём находятся семинария и музей. Храм посвящён ангелу Малаку Тавусу и семи ангелам езидского богословия. Самый высокий купол и остальные семь окружающих его куполов символизируют ангелов и украшены золотыми солнцами. Дизайн во многом вдохновлён храмом Лалеш на севере Ирака, главной святыней езидов и местом паломничества. Рядом с храмом находится езидское кладбище. В парке статуй напротив храма находится статуя лауреата Нобелевской премии мира Нади Мурад, статуя в честь Андраника Озаняна, армянского военачальника, сражавшегося с османами в конце 1880-х годов, и армянский апостольский крест, переплетённый с езидским солнцем, символизирующий религиозную гармонию.
Храм Куба мере диване был построен на средства армянского езида, проживающего в России, бизнесмена Мирзы Слояна. Новый храм находится всего в нескольких метрах от Зиарата, первого езидского храма в Армении, построенного в 2012 году. Храм спроектирован Артаком Гуляном, одним из самых плодовитых архитекторов религиозных зданий Армении.